# Acetato de bismuto(III)
Acetato de bismuto (III) é um composto inorgânico salino cujos cátions são de bismuto (III) e os ânions de acetato. 